# Jarkko Nieminen
Pour les articles homonymes, voir Nieminen.
Jarkko Nieminen, né le 23 juillet 1981 à Masku, est un joueur de tennis finlandais, professionnel entre 2000 et 2015.
Il est le meilleur joueur finlandais de l'histoire du tennis. Il a atteint trois fois le stade des quarts de finale en tournoi du Grand Chelem, à l'US Open en 2005, Wimbledon en 2006 et à l'Open d'Australie en 2008. Il a disputé 13 finales sur le circuit ATP et en a remporté deux.
Il a obtenu pour meilleur classement une 13e place, le 10 juillet 2006, après avoir atteint les quarts de finale à Wimbledon.
Membre pivot de l'équipe de Finlande de Coupe Davis depuis 2002, il a fait ses débuts dans la compétition en 1999 contre l'Italie. Il a participé à 33 rencontres dans les groupes I et II de la zone euro-africaine ainsi qu'à deux matchs de barrage pour le groupe mondial.

## Biographie
Jarkko Nieminen a commencé à jouer au tennis à l'âge de quatre ans avec ses parents, Kauko et Leena, qui exercent la profession de chimiste. Il a une grande sœur, Anna-Riika qui est éditrice dans une agence de communication. Il s'est marié le 11 juin 2005 avec la joueuse de badminton Anu Weckstrom.
Il a été membre du conseil de joueurs de l'ATP de 2010 à 2014.

## Carrière

### 1998-2001: débuts prometteurs
Sur le circuit junior, il a notamment remporté le tournoi de Davos en 1998, puis a atteint la finale du tournoi de Wimbledon en double et a remporté l'US Open en simple en 1999 contre Kristian Pless. Cette année-là, il participe à son premier tournoi Challenger à Tampere et accède aux demi-finales. À la fin de la saison 1999, se classe à la 11e position en simple et la 20e en double au classement junior. Il passe professionnel début 2000, année où il est de nouveau demi-finaliste à Tampere, mais aussi à Espinho.
En 2001, il remporte ses quatre premiers tournois Challenger à Wolfsbourg en février, Tampere en juillet, Cordoue en août et Maia en septembre. Fin novembre, alors qu'il participe seulement à son quatrième tournoi ATP et qu'il n'a pas encore gagné de matchs sur ce circuit, il atteint la finale du tournoi de Stockholm en étant issu des qualifications et classé 103e mondial. Pour cela, il élimine quatre joueurs du top 100 dont Thomas Johansson (18e) et Thomas Enqvist (20e). Il échoue de peu en finale contre Sjeng Schalken (3-6, 6-3, 6-3, 4-6, 6-3). Il devient alors le premier joueur de tennis finlandais à terminer une saison dans le top 100 depuis Veli Paloheimo en 1991 et le premier à atteindre la finale d'un tournoi ATP depuis Leo Palin à Sofia en 1981.

### 2002-2004: progression puis blessure
En 2002, il participe à deux finales ATP sur terre battue à Estoril et à Majorque et remporte les tournois Challenger de Tampere et d'Helsinki.
En 2003, il atteint le troisième tour à Melbourne en éliminant en cinq sets Nikolay Davydenko et Yevgeny Kafelnikov. Après avoir été finaliste à Munich contre Roger Federer, il accède aux huitièmes de finale du tournoi de Roland-Garros grâce à une victoire sur Victor Hănescu (6-71, 6-4, 6-2, 3-6, 6-3).
Il commence sa saison 2004 par une demi-finale à Adélaïde puis à Dubaï. Malheureusement, il se blesse au poignet droit lors du premier tour du Masters de Monte-Carlo et n'est de retour que début juillet.

### 2005: l'exploit à New York
Victime d'une déchirure musculaire lors de son troisième tour à l'Open d'Australie, il est de nouveau écarté des courts pendant presque deux mois. Il se reprend bien au cours de sa saison sur terre battue et atteignant dans un premier temps les demi-finales à Munich en sortant des qualifications, puis passe un tour à Roland-Garros en battant Andre Agassi (7-5, 4-6, 6-76, 6-1, 6-0) et remporte le tournoi de Prostějov contre Ivo Minář. En juillet, il atteint les demi-finales à Stuttgart.
Il se révèle alors à l'US Open en atteignant les quarts de finale. Sur son parcours, il n'élimine qu'une seule tête de série, Max Mirnyi au troisième tour (6-3, 7-65, 3-6, 6-3), puis il se débarrasse de Fernando Verdasco en huitièmes avant de s'incliner contre Lleyton Hewitt en cinq sets (6-2, 1-6, 6-3, 1-6, 3-6). Il participe dans la foulée à deux autres demi-finales à Bangkok et à Tokyo.

### 2006: meilleure saison
Il commence sa saison de la meilleure des façons puisqu'il remporte le premier titre de sa carrière à Auckland en dominant aisément Mario Ančić en finale (6-2, 6-2). En mars, après une demi-finale à Rotterdam, il participe à son premier quart de finale dans un Masters 1000 à Indian Wells en éliminant Marat Safin en huitième mais s'incline contre Paradorn Srichaphan en trois sets. En quart de finale du tournoi de Barcelone, il mène 6-4, 4-1 contre Rafael Nadal mais perd le match en trois sets. Nieminen n'a jamais battu Nadal en 9 confrontations.
Lors du tournoi de Wimbledon, il se qualifie facilement pour les huitièmes de finale. Il rencontre alors Dmitri Toursounov qui vient d'éliminer Ivan Ljubičić. Il vient à bout du Russe après un combat de 5 sets (7-5, 6-4, 6-72, 6-76, 9-7). Il retrouve Nadal en quart mais s'incline nettement (6-3, 6-4, 6-4).
En fin de saison, il est quart de finaliste à Toronto et à Paris-Bercy et participe à la finale du tournoi de Stockholm contre James Blake. Il finit l'année à la 15e place mondiale.

### 2007-2009: quart à Melbourne puis période difficile

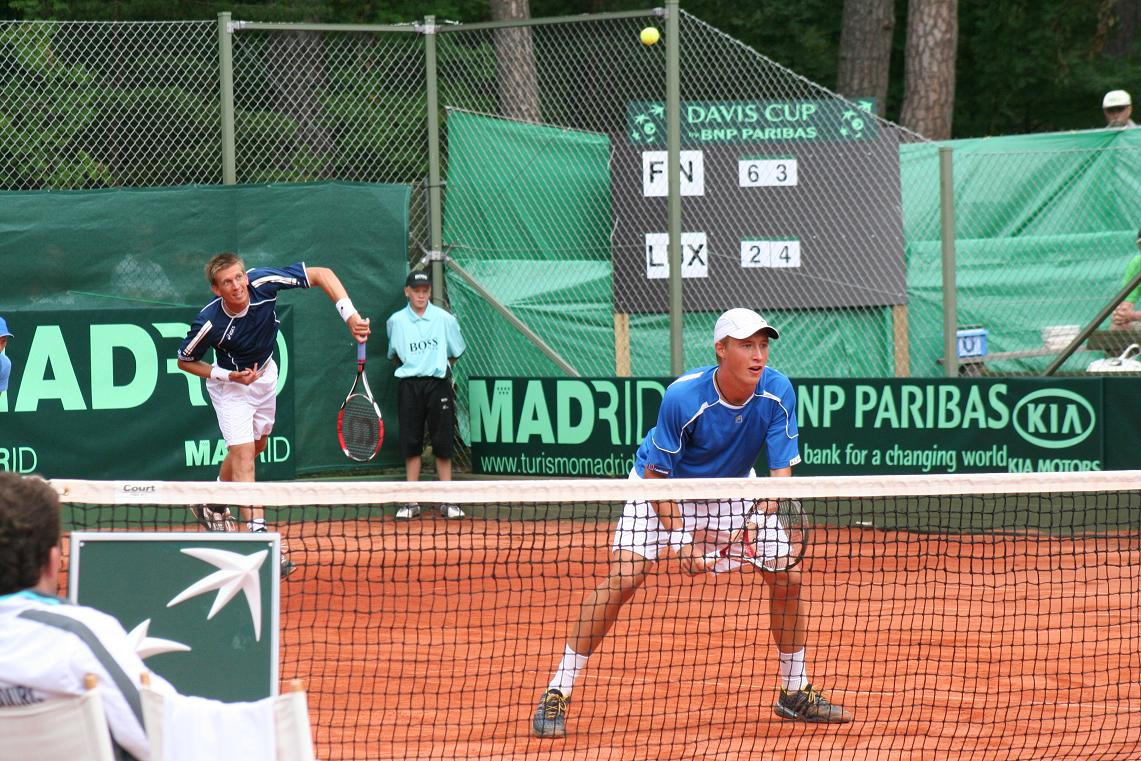
Jarkko Nieminen et Henri Kontinen lors de la Coupe Davis en 2008.

En 2007, il bat Evgeny Korolev 6-0, 6-0 au deuxième tour du tournoi de Miami, mais son seul fait notable cette année-là est une finale à Bâle contre Roger Federer.
Après une nouvelle finale à Adélaïde en 2008, il atteint pour la première fois de sa carrière les quarts de finale à l'Open d'Australie. Il profite encore une fois d'un tableau dégagé des têtes de série telles que Andy Roddick et Tommy Robredo pour écarter Mardy Fish au troisième tour (3-6, 7-64, 6-3, 6-1) puis Philipp Kohlschreiber en huitièmes (3-6, 7-67, 7-69, 6-3). Nadal le bat en quart en trois sets (7-5, 6-3, 6-1). La suite de la saison est en revanche plus compliquée, il remporte en effet seulement 6 matchs pour 15 défaites entre février et juin.
Début 2009, il réalise une grosse performance en éliminant Novak Djokovic en demi-finale à Sydney mais perd en finale contre David Nalbandian. En mai, il se blesse de nouveau au poignet lors d'un tournoi en Tunisie qui l'empêche de jouer pendant 3 mois. En fin d'année, il parvient à remporter le tournoi Challenger de Jersey et atteint une finale à Salzbourg.

### 2010-2015: fin de carrière

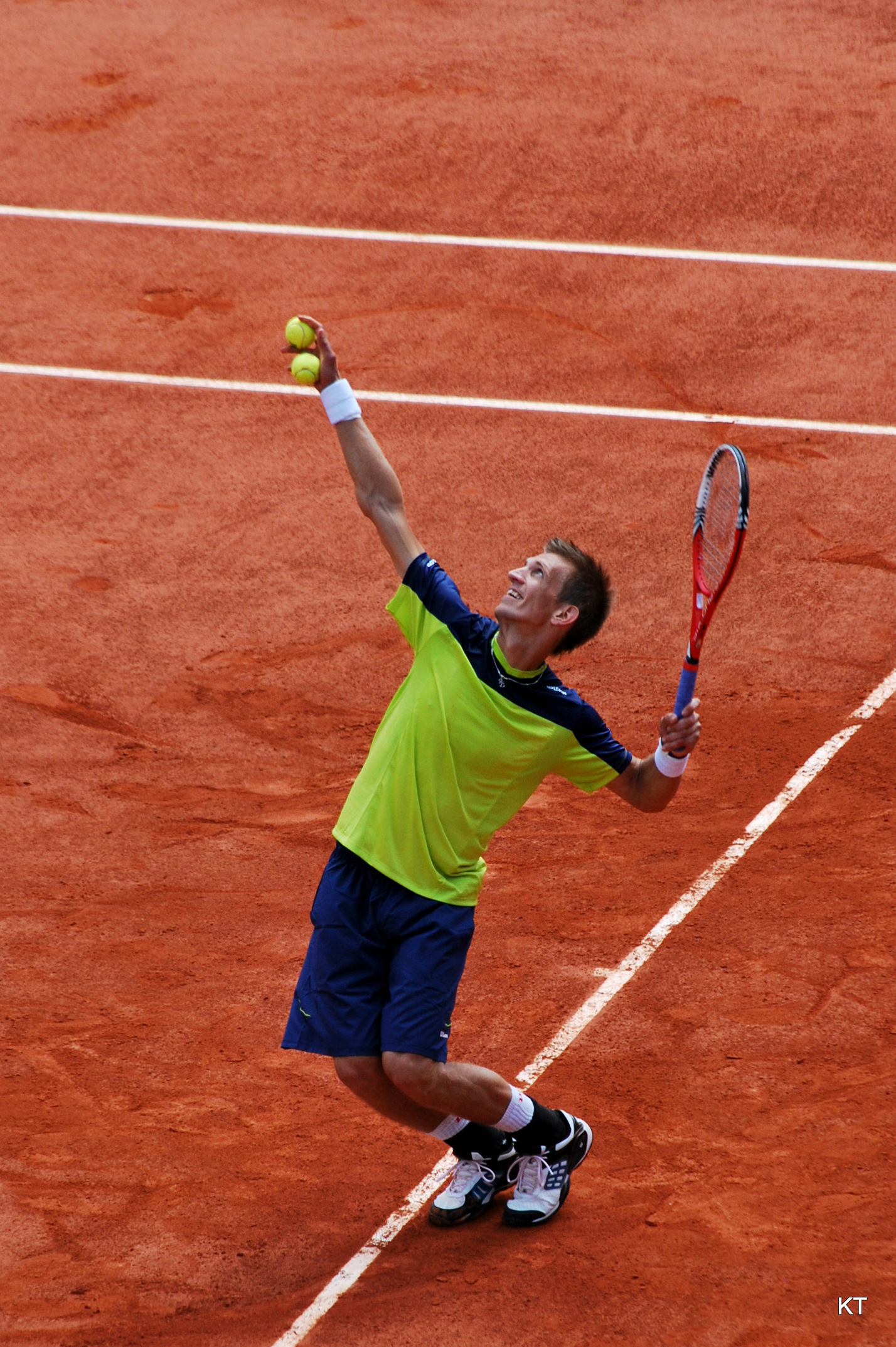
Jarkko Nieminen à Roland-Garros en 2012.

Il réalise sa meilleure performance dans un tournoi du Grand Chelem en double lors de l'Open d'Australie 2010 en atteignant les demi-finales du tournoi, associé à Michael Kohlmann. En mars, il remporte son 9e Challenger en simple à Marrakech, après une demi-finale à Delray Beach. Il termine bien sa saison avec une finale à Bangkok, suivie d'un quart à Tokyo et une demi à Stockholm en battant Tomáš Berdych.
En 2011, il est huitième de finaliste à Rome et finaliste à Stockholm pour la troisième fois.
En janvier 2012, il remporte son deuxième et dernier tournoi de sa carrière en simple à Sydney en sortant des qualifications et sans grande difficulté, la plupart des têtes de série ayant été éliminées auparavant. Titulaire d'une invitation, il est également finaliste en double avec Matthew Ebden. En novembre, il est finaliste à Helsinki.
Il réalise une de ses dernières performance majeure en avril 2013 en atteignant les quarts de finale à Monte-Carlo à la suite de sa victoire sur Juan Martín del Potro. En mai, il échoue en finale à Düsseldorf contre Juan Mónaco. En fin d'année, il remporte pour la seconde fois le Challenger d'Helsinki.
En 2014, il participe à deux demi-finales sur le circuit ATP et à la finale du tournoi de Tampere. Le 20 mars, il devient le vainqueur du match le plus court de l'histoire du tennis en surclassant l'Australien Bernard Tomic en 28 minutes et 20 secondes de jeu sur le score fleuve de 6-0, 6-1 lors du premier tour du Masters de Miami. En avril, il remporte le tournoi de Kitzbühel en double aux côtés de son compatriote Henri Kontinen. En 2015, il annonce qu'il mettra un terme à sa carrière après le tournoi de Stockholm. Il y échoue au premier tour contre Nicolás Almagro, non sans avoir eu une balle de match. Le 9 novembre, il joue un match de gala à Helsinki contre son ami Roger Federer devant 12 000 spectateurs et s'incline sur le score de 7-64 7-67.
En 2016, il participe à deux rencontres de Coupe Davis avec la Finlande dans la deuxième division euro-africaine, d'abord face au Zimbabwe puis face au Danemark. Lors de la première rencontre, il inflige un triple 6-0 face à Courtney John Lock.
À l'issue de sa carrière tennistique, Jarkko Nieminen joue une saison au sein de l'équipe de floorball du Tampere Classic en première division finlandaise. Désormais consultant pour Eurosport, il devient en 2018 capitaine de l'équipe de Finlande de Coupe Davis.

## Style de jeu

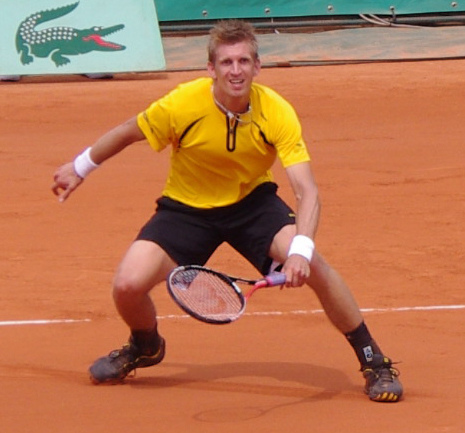
Jarkko Nieminen à la volée.

Jarkko Nieminen est un joueur polyvalent, capable des plus beaux coups du tennis. Jarkko Nieminen fait son revers à deux mains en appuis ouverts. Son revers est par ailleurs plus fort que son coup droit. Il est à l'aise sur toutes les surfaces, surtout sur terre battue, mais aussi en salle et sur moquette.

## Palmarès

### Titres en simple messieurs
| No | Date       | Nom et lieu du tournoi     | Catégorie   | Surface    | Finaliste        | Score    |          |
| -- | ---------- | -------------------------- | ----------- | ---------- | ---------------- | -------- | -------- |
| 1  | 09/01/2006 | Heineken Open, Auckland    | Int' Series | Dur (ext.) | Mario Ančić      | 6-2, 6-2 | Parcours |
| 2  | 09/01/2012 | Apia International, Sydney | ATP 250     | Dur (ext.) | Julien Benneteau | 6-2, 7-5 | Parcours |

### Finales en simple messieurs
| No | Date       | Nom et lieu du tournoi                           | Catégorie   | Surface      | Vainqueur              | Score                   |          |
| -- | ---------- | ------------------------------------------------ | ----------- | ------------ | ---------------------- | ----------------------- | -------- |
| 1  | 22/10/2001 | If Stockholm Open, Stockholm                     | Int' Series | Dur (int.)   | Sjeng Schalken         | 3-6, 6-3, 6-3, 4-6, 6-3 |          |
| 2  | 08/04/2002 | Estoril Open, Estoril                            | Int' Series | Terre (ext.) | David Nalbandian       | 6-4, 7-65               | Parcours |
| 3  | 29/04/2002 | Mallorca Open, Majorque                          | Int' Series | Terre (ext.) | Gastón Gaudio          | 6-2, 6-3                | Parcours |
| 4  | 28/04/2003 | BMW Open by Crédit suisse, Munich                | Int' Series | Terre (ext.) | Roger Federer          | 6-1, 6-4                | Parcours |
| 5  | 09/10/2006 | If Stockholm Open, Stockholm                     | Int' Series | Dur (int.)   | James Blake            | 6-4, 6-2                | Parcours |
| 6  | 22/10/2007 | Davidoff Swiss Indoors Basel, Bâle               | Int' Series | Dur (int.)   | Roger Federer          | 6-3, 6-4                | Parcours |
| 7  | 31/12/2007 | Next Generation Adelaide International, Adélaïde | Int' Series | Dur (ext.)   | Michaël Llodra         | 6-3, 6-4                | Parcours |
| 8  | 12/01/2009 | Medibank International, Sydney                   | ATP 250     | Dur (ext.)   | David Nalbandian       | 6-3, 69-7, 6-2          | Parcours |
| 9  | 27/09/2010 | PTT Thailand Open, Bangkok                       | ATP 250     | Dur (int.)   | Guillermo García-López | 6-4, 3-6, 6-4           | Parcours |
| 10 | 17/10/2011 | If Stockholm Open, Stockholm                     | ATP 250     | Dur (int.)   | Gaël Monfils           | 7-5, 3-6, 6-2           | Parcours |
| 11 | 19/05/2013 | Power Horse Cup, Düsseldorf                      | ATP 250     | Terre (ext.) | Juan Mónaco            | 6-4, 6-3                | Parcours |

### Titres en double messieurs
| No | Date       | Nom et lieu du tournoi                 | Catégorie   | Surface      | Partenaire        | Finalistes                         | Score             |          |
| -- | ---------- | -------------------------------------- | ----------- | ------------ | ----------------- | ---------------------------------- | ----------------- | -------- |
| 1  | 24/09/2007 | Kingfisher Airlines Tennis Open Bombay | Int' Series | Dur (ext.)   | Robert Lindstedt  | Rohan Bopanna Aisam-Ul-Haq Qureshi | 7-63, 7-65        | Parcours |
| 2  | 26/07/2010 | Allianz Suisse Open Gstaad             | ATP 250     | Terre (ext.) | Johan Brunström   | Marcelo Melo Bruno Soares          | 6-3, 64-7, [11-9] | Parcours |
| 3  | 29/04/2013 | BMW Open Munich                        | ATP 250     | Terre (ext.) | Dmitri Toursounov | Márcos Baghdatís Eric Butorac      | 6-1, 6-4          | Parcours |
| 4  | 28/07/2014 | bet-at-home Cup Kitzbühel              | ATP 250     | Terre (ext.) | Henri Kontinen    | Daniele Bracciali Andrey Golubev   | 6-1, 6-4          | Parcours |
| 5  | 23/02/2015 | Argentina Open Buenos Aires            | ATP 250     | Terre (ext.) | André Sá          | Pablo Andújar Oliver Marach        | 4-6, 6-4, [10-7]  | Parcours |

### Finales en double messieurs
| No | Date       | Nom et lieu du tournoi      | Catégorie   | Surface    | Vainqueurs                     | Partenaire       | Score    |          |
| -- | ---------- | --------------------------- | ----------- | ---------- | ------------------------------ | ---------------- | -------- | -------- |
| 1  | 22/09/2003 | Thailand Open Bangkok       | Int' Series | Dur (int.) | Jonathan Erlich Andy Ram       | Andrew Kratzmann | 6-3, 7-6 | Parcours |
| 2  | 09/02/2009 | SAP Open San José           | ATP 250     | Dur (int.) | Tommy Haas Radek Štěpánek      | Rohan Bopanna    | 6-2, 6-3 | Parcours |
| 3  | 18/10/2010 | If Stockholm Open Stockholm | ATP 250     | Dur (int.) | Eric Butorac Jean-Julien Rojer | Johan Brunström  | 6-3, 6-4 | Parcours |
| 4  | 09/01/2012 | Apia International Sydney   | ATP 250     | Dur (ext.) | Bob Bryan Mike Bryan           | Matthew Ebden    | 6-1, 6-4 | Parcours |

## Parcours dans les tournois duGrand Chelem

### En simple
| Année | Open d'Australie | Open d'Australie | Internationaux de France | Internationaux de France | Wimbledon       | Wimbledon       | US Open         | US Open          |
| ----- | ---------------- | ---------------- | ------------------------ | ------------------------ | --------------- | --------------- | --------------- | ---------------- |
| 2002  | 1er tour (1/64)  | Pete Sampras     | 3e tour (1/16)           | Tommy Haas               | 2e tour (1/32)  | Julian Knowle   | 1er tour (1/64) | Fernando Vicente |
| 2003  | 3e tour (1/16)   | Guillermo Coria  | 1/8 de finale            | F. González              | 3e tour (1/16)  | Olivier Rochus  | 2e tour (1/32)  | David Nalbandian |
| 2004  | 2e tour (1/32)   | Marat Safin      | —                        | —                        | —               | —               | 1er tour (1/64) | Andrei Pavel     |
| 2005  | 3e tour (1/16)   | Roger Federer    | 2e tour (1/32)           | Igor Andreev             | 1er tour (1/64) | Tim Henman      | 1/4 de finale   | Lleyton Hewitt   |
| 2006  | 3e tour (1/16)   | David Nalbandian | 1er tour (1/64)          | Raemon Sluiter           | 1/4 de finale   | Rafael Nadal    | 1er tour (1/64) | Xavier Malisse   |
| 2007  | 2e tour (1/32)   | J. I. Chela      | 3e tour (1/16)           | Lleyton Hewitt           | 3e tour (1/16)  | Mikhail Youzhny | 1er tour (1/64) | John Isner       |
| 2008  | 1/4 de finale    | Rafael Nadal     | 3e tour (1/16)           | Rafael Nadal             | 2e tour (1/32)  | Marin Čilić     | 3e tour (1/16)  | F. González      |
| 2009  | 1er tour (1/64)  | P.-H. Mathieu    | —                        | —                        | —               | —               | 2e tour (1/32)  | J.-W. Tsonga     |
| 2010  | 2e tour (1/32)   | Florent Serra    | 1er tour (1/64)          | Andy Roddick             | 2e tour (1/32)  | Andy Murray     | 1er tour (1/64) | D. Gimeno-Traver |
| 2011  | 1er tour (1/64)  | David Ferrer     | 1er tour (1/64)          | David Ferrer             | 1er tour (1/64) | Nicolás Almagro | 1er tour (1/64) | F. Verdasco      |
| 2012  | 1er tour (1/64)  | David Nalbandian | 2e tour (1/32)           | Andy Murray              | 2e tour (1/32)  | Brian Baker     | 2e tour (1/32)  | John Isner       |
| 2013  | 2e tour (1/32)   | Ivan Dodig       | 2e tour (1/32)           | J.-W. Tsonga             | 1er tour (1/64) | Michaël Llodra  | 2e tour (1/32)  | João Sousa       |
| 2014  | 2e tour (1/32)   | Fabio Fognini    | 2e tour (1/32)           | Jerzy Janowicz           | 2e tour (1/32)  | John Isner      | 1er tour (1/64) | Ivo Karlović     |
| 2015  | 3e tour (1/16)   | S. Wawrinka      | 1er tour (1/64)          | Novak Djokovic           | 2e tour (1/32)  | Novak Djokovic  | 1er tour (1/64) | J.-W. Tsonga     |

N.B. : à droite du résultat se trouve le nom de l'ultime adversaire.

### En double
| Année | Open d'Australie             | Open d'Australie            | Internationaux de France     | Internationaux de France | Wimbledon                     | Wimbledon                    | US Open                         | US Open                     |
| ----- | ---------------------------- | --------------------------- | ---------------------------- | ------------------------ | ----------------------------- | ---------------------------- | ------------------------------- | --------------------------- |
| 2003  | 1er tour (1/32) J. Landsberg | G. Etlis M. Rodríguez       | 2e tour (1/16) J. Landsberg  | G. Etlis M. Rodríguez    | 1er tour (1/32) J. Melzer     | H. Arazi Y. El Aynaoui       | —                               | —                           |
| 2004  | —                            | —                           | —                            | —                        | —                             | —                            | —                               | —                           |
| 2005  | 2e tour (1/16) Lee H-t.      | J. Erlich Andy Ram          | —                            | —                        | —                             | —                            | 1er tour (1/32) R. Wassen       | W. Arthurs P. Hanley        |
| 2006  | 2e tour (1/16) R. Lindstedt  | J. Hernych I. Karlović      | 1er tour (1/32) R. Lindstedt | J. Björkman Max Mirnyi   | 1er tour (1/32) G. Oliver     | J. Hernych D. Škoch          | 1/8 de finale G. Oliver         | M. Damm L. Paes             |
| 2007  | 1er tour (1/32) T. Johansson | J. Erlich Andy Ram          | 1er tour (1/32) T. Johansson | S. Roitman M. Verkerk    | 2e tour (1/16) R. Lindstedt   | Be. Becker Petr Pála         | 2e tour (1/16) R. Lindstedt     | J. Björkman Max Mirnyi      |
| 2008  | 2e tour (1/16) R. Lindstedt  | M. Gicquel F. Santoro       | 2e tour (1/16) R. Lindstedt  | P. Cuevas Luis Horna     | —                             | —                            | 1/4 de finale R. Lindstedt      | L. Dlouhý L. Paes           |
| 2009  | 2e tour (1/16) R. Bopanna    | N. Lapentti T. Robredo      | —                            | —                        | —                             | —                            | 2e tour (1/16) A.-U.-H. Qureshi | D. Nestor N. Zimonjić       |
| 2010  | 1/2 finale M. Kohlmann       | Bob Bryan Mike Bryan        | 1er tour (1/32) M. Kohlmann  | L. Mayer H. Zeballos     | 1er tour (1/32) M. Kohlmann   | M. Fyrstenberg M. Matkowski  | 2e tour (1/16) M. Kohlmann      | R. Bopanna A.-U.-H. Qureshi |
| 2011  | 2e tour (1/16) Ivan Dodig    | D. Bracciali P. Starace     | 1er tour (1/32) J. Brunström | A. Fisher S. Huss        | 1er tour (1/32) J. Brunström  | S. Lipsky Rajeev Ram         | 1er tour (1/32) J. Brunström    | D. Istomin M. Kukushkin     |
| 2012  | 1er tour (1/32) Robin Haase  | M. Elgin A. Kudryavtsev     | 1er tour (1/32) Robin Haase  | M. Mirnyi D. Nestor      | 1er tour (1/32) Robin Haase   | Bob Bryan Mike Bryan         | 1er tour (1/32) Be. Becker      | Ł. Kubot M. Youzhny         |
| 2013  | 2e tour (1/16) M. Kohlmann   | E. Butorac P. Hanley        | —                            | —                        | 1er tour (1/32) D. Toursounov | R. Bopanna É. Roger-Vasselin | 1er tour (1/32) D. Toursounov   | L. Paes R. Štěpánek         |
| 2014  | 2e tour (1/16) D. Toursounov | M. Fyrstenberg M. Matkowski | 2e tour (1/16) H. Kontinen   | F. López J. Melzer       | 1er tour (1/32) H. Kontinen   | J.-J. Rojer Horia Tecău      | 1er tour (1/32) H. Kontinen     | V. Pospisil Jack Sock       |
| 2015  | 1er tour (1/32) I. Karlović  | P. Andújar D. Brown         | 1er tour (1/32) J. Janowicz  | C. Berlocq L. Mayer      | —                             | —                            | —                               | —                           |

N.B. : le nom du ou de la partenaire se trouve sous le résultat ; le nom des ultimes adversaires se trouve à droite.

### En double mixte
| Année | Open d'Australie | Open d'Australie | Internationaux de France | Internationaux de France | Wimbledon                 | Wimbledon                  | US Open | US Open |
| 2007  | -                | -                | -                        | -                        | 2e tour (1/16) Emma Laine | Sun Tiantian Julian Knowle | -       | -       |

Sous le résultat, le partenaire ; à droite, l’ultime équipe adverse.

## Parcours dans lesMasters 1000
| Année | Indian Wells                | Miami                     | Monte-Carlo               | Rome                     | Hambourg puis Madrid       | Canada                   | Cincinnati               | Madrid puis Shanghai    | Paris                    |
| ----- | --------------------------- | ------------------------- | ------------------------- | ------------------------ | -------------------------- | ------------------------ | ------------------------ | ----------------------- | ------------------------ |
| 2002  | —                           | 2e tour P. Sampras        | —                         | —                        | —                          | 2e tour S. Grosjean      | 1/8 de finale L. Hewitt  | 2e tour J. C. Ferrero   | 2e tour L. Hewitt        |
| 2003  | 1er tour T. Robredo         | 3e tour A. Agassi         | 1/8 de finale J. I. Chela | 1/8 de finale M. Verkerk | 2e tour G. Coria           | 1er tour D. Nalbandian   | 2e tour R. Schüttler     | 1er tour G. Gaudio      | 1er tour N. Mahut        |
| 2004  | 2e tour H. Arazi            | 2e tour T. Martin         | 2e tour C. Moyà           | —                        | —                          | —                        | —                        | —                       | —                        |
| 2005  | 2e tour M. Safin            | 2e tour D. Hrbatý         | —                         | —                        | —                          | —                        | —                        | —                       | 1er tour F. Santoro      |
| 2006  | 1/4 de finale P. Srichaphan | 3e tour J. Blake          | 1er tour K. Vliegen       | 2e tour R. Štěpánek      | 1/8 de finale N. Davydenko | 1/4 de finale A. Murray  | 1er tour N. Djokovic     | 1er tour R. Gasquet     | 1/4 de finale T. Robredo |
| 2007  | 3e tour R. Gasquet          | 1/8 de finale I. Ljubičić | 1er tour M. Safin         | 1er tour T. Berdych      | 1/8 de finale N. Djokovic  | 2e tour N. Davydenko     | 1/8 de finale N. Almagro | 1er tour S. Koubek      | 2e tour A. Murray        |
| 2008  | 2e tour Lee H-t.            | 2e tour N. Kiefer         | 2e tour J. C. Ferrero     | 1er tour R. Štěpánek     | 2e tour R. Federer         | 1er tour T. Berdych      | 1er tour E. Gulbis       | 2e tour J. M. del Potro | 1er tour S. Bolelli      |
| 2009  | 2e tour J. Blake            | 2e tour R. Schüttler      | —                         | —                        | —                          | —                        | —                        | —                       | —                        |
| 2010  | —                           | —                         | 1er tour J. Mónaco        | —                        | —                          | 1er tour T. Robredo      | —                        | —                       | 2e tour A. Roddick       |
| 2011  | 2e tour A. Montañés         | 1er tour M. Kukushkin     | 2e tour R. Nadal          | 1/8 de finale T. Berdych | —                          | 1er tour J. M. del Potro | —                        | —                       | —                        |
| 2012  | 1er tour T. Haas            | 1er tour Lu Y-h.          | 2e tour R. Nadal          | 1er tour S. Querrey      | —                          | —                        | 1er tour A. Bogomolov    | 1er tour K. Anderson    | —                        |
| 2013  | 3e tour K. Anderson         | 3e tour J.-W. Tsonga      | 1/4 de finale N. Djokovic | 1er tour E. Gulbis       | —                          | 1er tour F. Peliwo       | 2e tour T. Berdych       | 1er tour F. López       | 1er tour M. Przysiężny   |
| 2014  | 3e tour R. Bautista         | 2e tour A. Dolgopolov     | 1er tour A. Ramos         | —                        | 1/8 de finale R. Nadal     | —                        | —                        | —                       | —                        |
| 2015  | 2e tour P. Cuevas           | 2e tour L. Mayer          | —                         | —                        | —                          | —                        | —                        | —                       | —                        |

N.B. : sous le résultat se trouve le nom de l’ultime adversaire.

## Confrontations avec ses principaux adversaires
Minimum 6 confrontations
| Joueur                | Meilleur classement | Confrontations | Victoires | Défaites | Pourcentage de victoires | Dernière confrontation                                |
| --------------------- | ------------------- | -------------- | --------- | -------- | ------------------------ | ----------------------------------------------------- |
| Julien Benneteau      | 25                  | 6              | 6         | 0        | 100 %                    | victoire (6-3, 2-6, 6-1) Open de Brisbane 2013        |
| Philipp Kohlschreiber | 16                  | 7              | 5         | 2        | 71,4 %                   | victoire (3-6, 7-67, 7-69, 6-3) Open d'Australie 2008 |
| Benjamin Becker       | 35                  | 9              | 6         | 3        | 67 %                     | défaite (7-5, 4-1 ab.) Open du Japon 2014             |
| Feliciano López       | 12                  | 10             | 6         | 4        | 60 %                     | défaite (7-62, 4-6, 6-3) Masters de Shanghai 2013     |
| Rainer Schuettler     | 5                   | 9              | 5         | 4        | 55,5 %                   | défaite (4-6, 6-2, 6-3) Masters de Miami 2009         |
| Florian Mayer         | 18                  | 9              | 5         | 4        | 55,5 %                   | victoire (6-2, 1-0 ab.) Masters d'Indian Wells 2014   |
| Radek Štěpánek        | 8                   | 8              | 4         | 4        | 50,0 %                   | victoire (6-3, 7-63) Masters de Monte-Carlo 2012      |
| Márcos Baghdatís      | 8                   | 6              | 3         | 3        | 50,0 %                   | défaite (7-5, 6-3, 3-6, 6-4) Coupe Davis 2009         |
| Nikolay Davydenko     | 3                   | 7              | 3         | 4        | 43 %                     | victoire (6-3, 7-68) Open de Montpellier              |
| Juan Mónaco           | 10                  | 7              | 3         | 4        | 43 %                     | victoire (6-1, 7-64) Open de Rio de Janeiro           |
| David Nalbandian      | 3                   | 13             | 5         | 8        | 38 %                     | victoire (2-6, 6-4, 6-3) Masters de Miami 2013        |
| Fernando Verdasco     | 7                   | 8              | 3         | 5        | 38 %                     | défaite (3-6, 4-6) Open de Stockholm 2014             |
| Olivier Rochus        | 24                  | 10             | 3         | 7        | 30 %                     | défaite (6-3, 2-6, 6-1) Open de Stockholm 2009        |
| Jo-Wilfried Tsonga    | 5                   | 8              | 2         | 6        | 25 %                     | défaite (3-6, 1-6, 1-6) US Open 2015                  |
| Marat Safin           | 1                   | 8              | 2         | 6        | 25 %                     | défaite (7-5, 3-6, 2-6) Masters de Monte-Carlo 2007   |
| James Blake           | 4                   | 8              | 2         | 6        | 25 %                     | victoire (7-65, 5-7, 6-2) Open de Stockholm 2011      |
| Lleyton Hewitt        | 1                   | 6              | 1         | 5        | 20 %                     | victoire (3-6, 6-3, 4-6, 6-0, 11-9) Wimbledon 2015    |
| Fernando González     | 5                   | 6              | 1         | 5        | 17 %                     | défaite (7-5, 6-4, 6-73, 6-1) US Open 2008            |
| Nicolás Almagro       | 9                   | 6              | 1         | 5        | 17 %                     | défaite (3-6, 7-66, 6-4) Open de Stockholm 2015       |
| Richard Gasquet       | 7                   | 6              | 1         | 5        | 17 %                     | défaite (6-3, 3-6, 6-2) Open de Montpellier 2013      |
| Novak Djokovic        | 1                   | 7              | 1         | 6        | 14 %                     | défaite (4-6, 2-6, 3-6) Wimbledon 2015                |
| Tommy Robredo         | 5                   | 8              | 1         | 7        | 12 %                     | défaite (2-6, 4-6) Open du Japon 2012                 |
| Tomáš Berdych         | 6                   | 8              | 1         | 7        | 12 %                     | défaite (3-6, 2-6) Masters de Cincinnati 2013         |
| Roger Federer         | 1                   | 15             | 0         | 15       | 0 %                      | défaite (2-6, 5-7) Istanbul 2015                      |
| Rafael Nadal          | 1                   | 8              | 0         | 8        | 0 %                      | défaite (1-6, 4-6) Masters de Madrid 2014             |

## Victoires sur le top 10
Jarkko Nieminen a battu 11 joueurs classés dans le top 10.
| #  | Nieminen | Lieu | Lieu          | Année | Surface  | Adversaire | Adversaire            | Rang  | Tour | Score                    |
| -- | -------- | ---- | ------------- | ----- | -------- | ---------- | --------------------- | ----- | ---- | ------------------------ |
| 1  | no 66    |      | Estoril       | 2002  | Terre b. |            | Marat Safin           | no 7  | 1/4  | 4-6, 7-5, 6-3            |
| 2  | no 35    |      | Rome          | 2003  | Terre b. |            | Paradorn Srichaphan   | no 10 | 1/32 | 6-1, 6-2                 |
| 3  | no 37    |      | Bangkok       | 2003  | Indoor   |            | Carlos Moyà           | no 6  | 1/4  | 6-74, 6-4, 6-4           |
| 4  | no 34    |      | Dubaï         | 2004  | Dur      |            | David Nalbandian      | no 8  | 1/16 | 6-3, 6-4                 |
| 5  | no 95    |      | Roland-Garros | 2005  | Terre b. |            | Andre Agassi          | no 7  | 1/64 | 7-5, 4-6, 6-76, 6-1, 6-0 |
| 6  | no 28    |      | Cincinnati    | 2007  | Dur      |            | Tommy Robredo         | no 7  | 1/16 | 6-4, 6-1                 |
| 7  | no 29    |      | Bâle          | 2007  | Indoor   |            | Fernando González     | no 8  | 1/4  | 6-3, 7-5                 |
| 8  | no 40    |      | Sydney        | 2009  | Dur      |            | Novak Djokovic        | no 3  | 1/2  | 6-4, 7-63                |
| 9  | no 45    |      | Stockholm     | 2010  | Indoor   |            | Tomáš Berdych         | no 8  | 1/8  | 6-1, 6-4                 |
| 10 | no 43    |      | Rotterdam     | 2011  | Indoor   |            | David Ferrer          | no 6  | 1/16 | 6-3, 6-4                 |
| 11 | no 49    |      | Monte-Carlo   | 2013  | Terre b. |            | Juan Martín del Potro | no 7  | 1/8  | 6-4, 4-6, 7-64           |

## Classement ATP en fin de saison
| Année | 1997 | 1998 | 1999 | 2000 | 2001 | 2002 | 2003 | 2004 | 2005 | 2006 | 2007 | 2008 | 2009 | 2010 | 2011 | 2012 | 2013 | 2014 | 2015 |
| Rang  | 1209 | 1324 | 714  | 308  | 61   | 40   | 36   | 77   | 30   | 15   | 27   | 38   | 88   | 39   | 77   | 41   | 39   | 73   | 153  |

Source : (en) Classements de Jarkko Nieminen sur le site officiel de la Fédération internationale de tennis